# Mietshaus Krenkelstraße 20

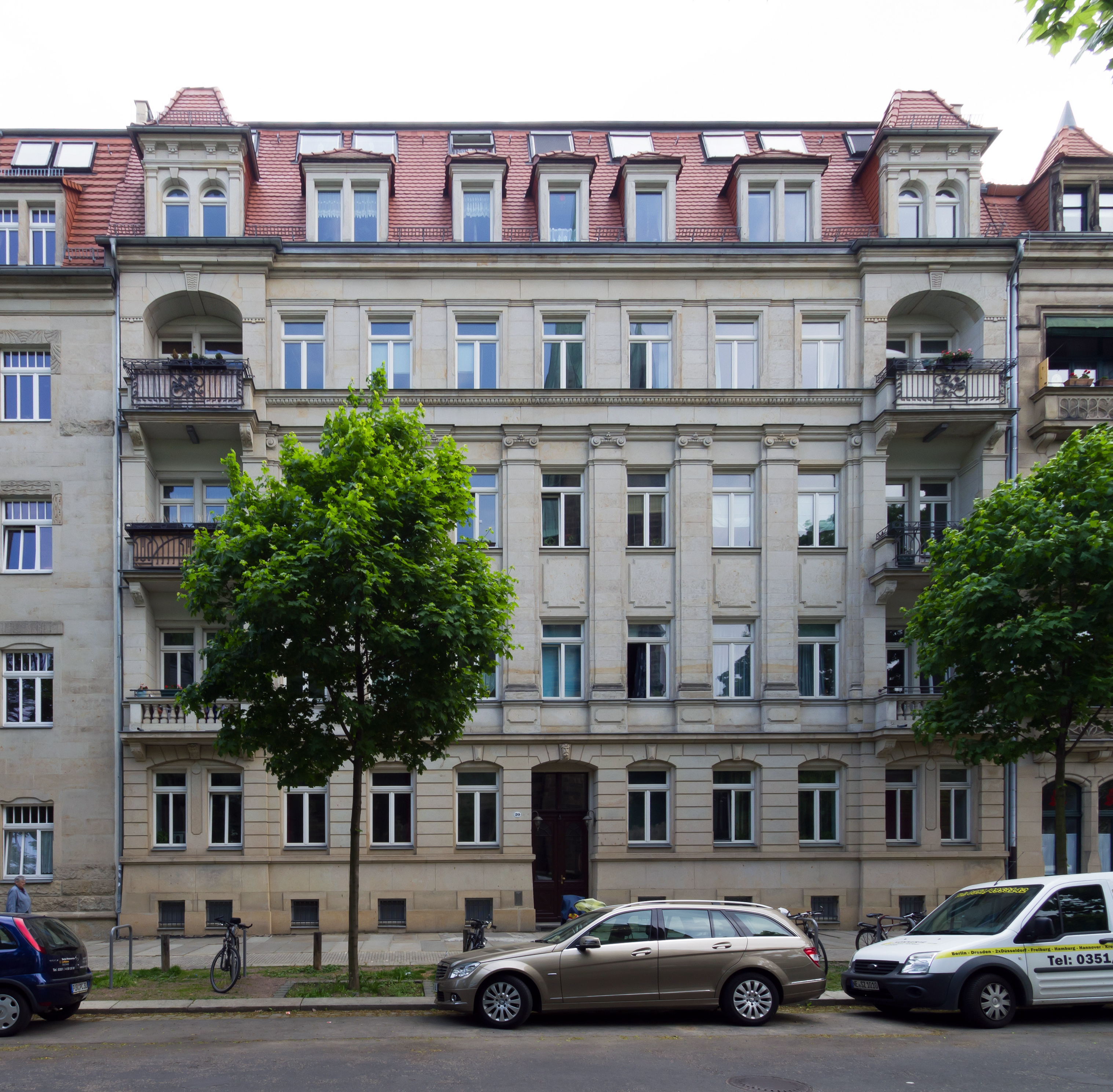
Haus Krenkelstraße 20 (2011)

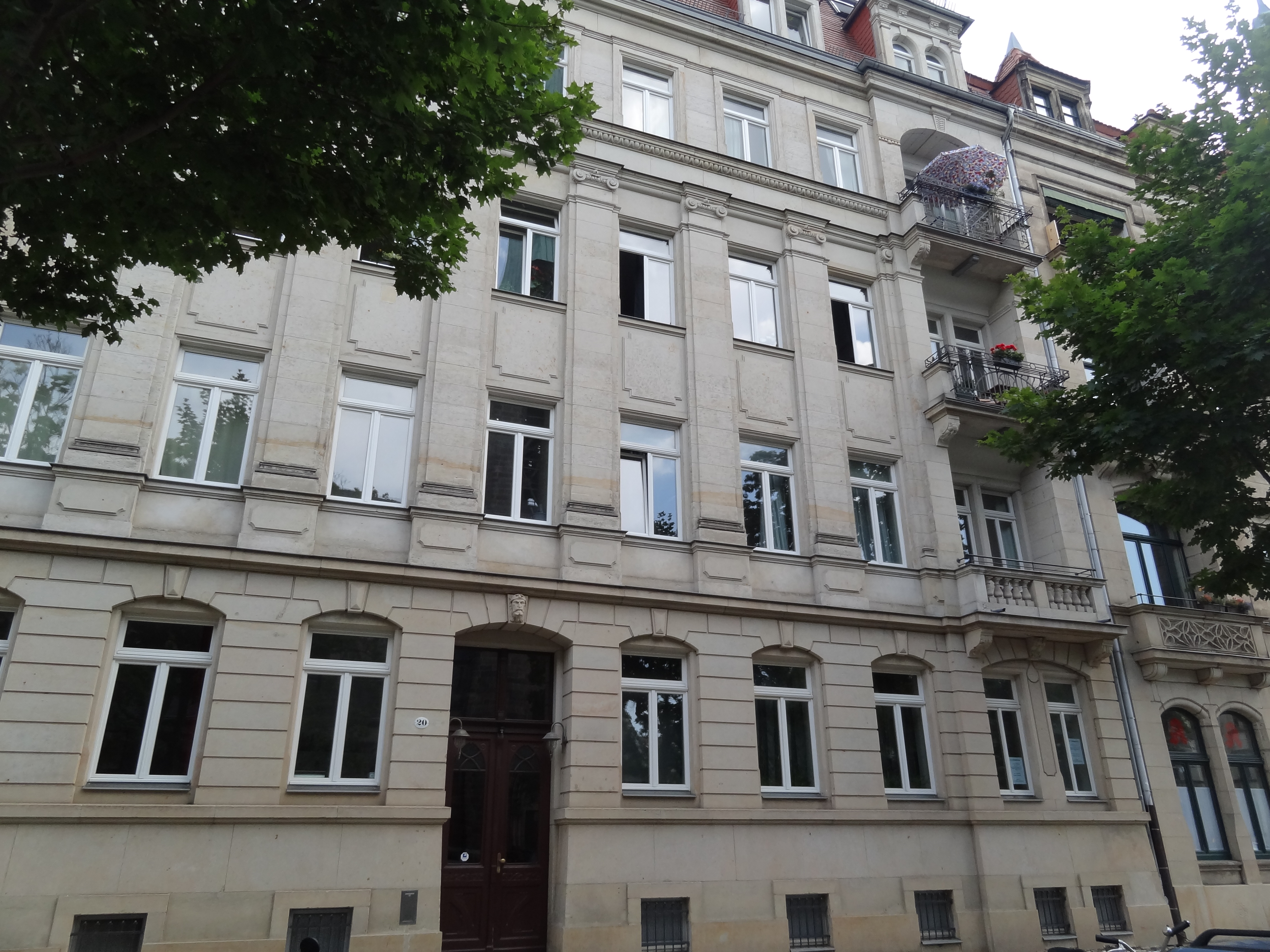
Haus Krenkelstr. 20 (2014)

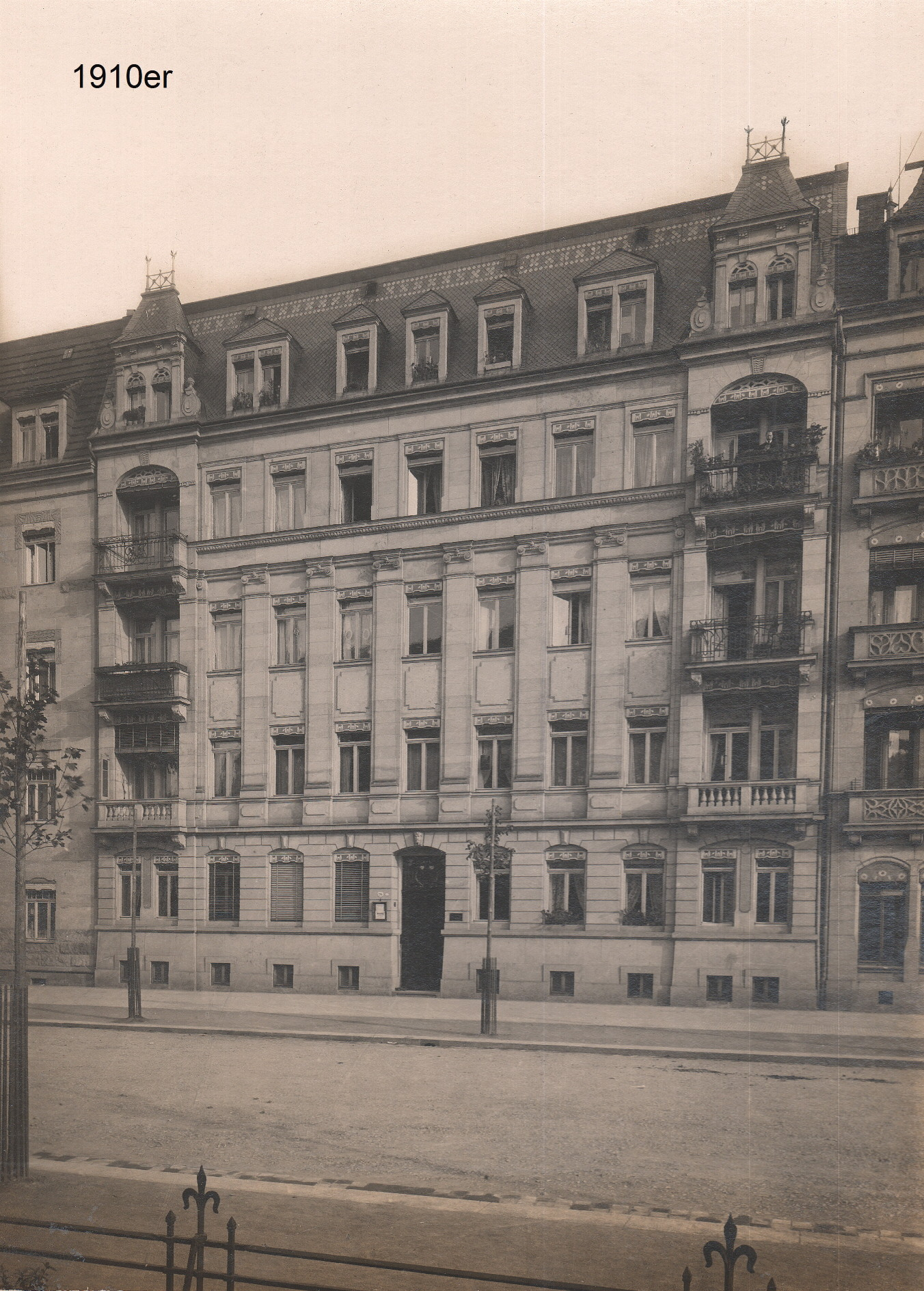
Haus Krenkelstraße 20 (1910)

Das Mietshaus Krenkelstraße 20 in Dresden ist ein denkmalgeschütztes Haus aus dem Jahr 1902. Es wurde im Stil des Historismus sowie mit einzelnen Elementen des Jugendstils errichtet. Das Grundstück des Hauses hat eine Fläche von 570 m². Die östliche Seite der Krenkelstraße (gerade Hausnummern) zeigt eine Blockbauweise und so grenzt das Haus zur Linken an das Eckhaus Krenkelstraße 22 (erbaut 1905 im Jugendstil) und zur Rechten an das Eckhaus Borsbergstraße 19 (erbaut 1901 im Historismus). Gegenüber dem Haus befindet sich die katholische Kirche Herz-Jesu, die dank einer großzügigen Spende (200.000 Mark) von Frau Veronika Fischer 1905 errichtet wurde. Erbaut wurde das Haus von Ernst August Richter (1869–1942), der bis 1938 in Dresden insgesamt 40 Wohnhäuser und Fabrikgebäude errichtet hat. Von diesen wurden 17 im Krieg zerstört, das Haus Krenkelstraße 20 blieb erhalten.
Der erste Eigentümer des Hauses war Peter Peböck, ein Cafétier (Kaffeehausbesitzer) aus Dresden. Er war Besitzer des damals bekannten Café Central, das sich am Altmarkt 2 und 3 (heute Standort Kulturpalast – linke Seite) befand. Nach seinem Tod um 1927 ging das Haus für rund zwei Jahre an seine Erbengemeinschaft über. Anschließend neue Eigentümerin war Frau Frida Haferkorn aus Dresden, als solche bis 1944 nachweisbar.
Ursprünglich befanden sich im Haus acht großzügige Wohnungen in den vier Hauptetagen (Hochparterre; 1. – 3. Obergeschoss), vier Wohnungen im Dachgeschoss sowie eine im Souterrain. In der ersten Hälfte des 20. Jahrhunderts bewohnten, nach Angaben der Dresdner Adressbücher, vornehmlich Kaufleute, Privatiers und Fabrikbesitzer die vier Hauptetagen. Die Keller- und Dachwohnungen beherbergten zu dieser Zeit Maurer, Arbeiter, Kutscher oder Schriftsetzer.
Die Wuppertaler Firma Bast-Bau GmbH erwarb das Haus und sanierte es bis zum Jahr 2000 vollständig. Dabei wurden die Etagen neu aufgeteilt und es entstanden sechzehn Wohnungen in den vier Hauptetagen sowie vier Maisonette-Wohnungen in den Dachgeschossen 5 und 6. Die Wohnung in Souterrain entfiel zugunsten von Kellerräumen. Ein Personenaufzug vom 1. bis 5. Geschoss wurde installiert. Alle 20 Wohnungen sind nach der Sanierung als Eigentumswohnungen an Privatpersonen verkauft worden. Heute (2017) befinden sie sich im Eigentum von 14 verschiedenen Personen, die eine Wohnungseigentümergemeinschaft (WEG) bilden. Sechs Wohnungen gehören einem Eigentümer aus Dresden (30 % der Miteigentumsanteile), zwei Wohnungen einen Eigentümer aus Meißen (10 %) und zwölf Wohnungen (60 %) teilen sich auf unterschiedliche Eigentümer aus Deutschland auf. Aktuelle Hausverwaltung ist noch die Zech Immobilienmanagement GmbH, Erkrath – NL Leipzig.